# Marianki (Lipsko)
Pour les articles homonymes, voir Marianki.
Marianki (prononciation : [maˈrjaŋki]) est un village polonais de la gmina de Ciepielów dans le powiat de Lipsko de la voïvodie de Mazovie dans le centre-est de la Pologne.
Il se situe à environ 7 kilomètres à l'ouest de Ciepielów (siège de la gmina), 16 kilomètres au nord-ouest de Lipsko (siège du powiat) et à 113 kilomètres au sud de Varsovie (capitale de la Pologne).

## Histoire
De 1975 à 1998, le village appartenait administrativement à la voïvodie de Radom.